# 谷尻勝将
谷尻 勝将（たにじり かっしょう、1999年10月1日 - ）は、日本の元男子バレーボール選手である。

## 来歴
京都府京都市出身。父親の影響小学3年生からバレーボールを始める。
東山高等学校、福山平成大学を経て、2021-22シーズン、2022年に入ってからV.LEAGUE DIVISION2 MEN（V2男子）に所属するヴォレアス北海道に入団した。
2022-23シーズンにV2男子の試合に出場し、Vリーグデビューを果たした。同シーズン、チームはV1昇格を果たした。
2023-24シーズン、V1男子の試合に出場し、V1デビューを果たした。
2025年4月、2024-25シーズン限りでの現役引退が発表された。5月9日に引退選手として公示。

## 所属チーム
- 東山高等学校（2015-2018年）
- 福山平成大学（2018-2022年）
- ヴォレアス北海道（2022-2025年）